# 2021 no cinema
Este artigo é uma visão geral dos eventos ocorridos em 2021 no mundo do cinema.

## Maiores bilheterias de 2021
| Ranking | Título                                    | Distribuidora       | Receita mundial   |
| ------- | ----------------------------------------- | ------------------- | ----------------- |
| 1       | Spider-Man: No Way Home                   | Sony Pictures       | US$ 1,912,233,593 |
| 2       | The Battle at Lake Changjin               | Huaxia              | US$ 909,596,236   |
| 3       | Hi, Mom                                   | Lian Ray            | US$ 841,674,419   |
| 4       | No Time to Die                            | MGM / Universal     | US$ 774,253,007   |
| 5       | F9                                        | Universal           | US$ 726,229,501   |
| 6       | Detective Chinatown 3                     | Wanda               | US$ 686,257,563   |
| 7       | Venom: Let There Be Carnage               | Sony Pictures       | US$ 506,863,592   |
| 8       | Godzilla vs. Kong                         | Warner Bros. / Toho | US$ 470,116,094   |
| 9       | Shang-Chi and the Legend of the Ten Rings | Disney              | US$ 432,243,292   |
| 10      | Sing 2                                    | Universal           | US$ 408,396,446   |

- Spider-Man: No Way Home se tornou o 48º filme a arrecadar 1 bilhão de dólares em todo o mundo, e o primeiro filme a fazer isso desde Star Wars: The Rise of Skywalker e o início da pandemia de COVID-19.
- The Battle at Lake Changjin tornou-se o filme não-inglês de maior bilheteria de todos os tempos, bem como o filme chinês de maior bilheteria de todos os tempos.[3]
- Hi, Mom tornou-se o filme de maior bilheteria de uma diretora solo, superando o recorde estabelecido por Wonder Woman (2017).[4]
- Detective Chinatown 3 estabeleceu o recorde para o maior fim de semana de abertura em um único território, superando o recorde estabelecido por Avengers: Endgame em 2019, e teve o décimo final de semana de abertura de maior bilheteria no lançamento.
- Avatar tornou-se novamente o filme de maior bilheteria de todos os tempos, depois que um relançamento na China o empurrou para mais de 2,8 bilhões de dólares.[5]
- O anime japonês Demon Slayer: Mugen Train (2020) foi lançado na América do Norte em abril de 2021, com uma receita bruta de 19,5 milhões de dólares no fim de semana de abertura, estabelecendo o recorde de maior estreia de qualquer filme em língua estrangeira lançado na América do Norte.[6]
- O Universo Cinematográfico Marvel se tornou a primeira franquia de filmes a arrecadar 23 bilhões e 24 bilhões de dólares, com os lançamentos de Black Widow, Shang-Chi and the Legend of the Ten Rings, Eternals e Spider-Man: No Way Home.

## Premiações
- Prêmios Globo de Ouro de 2021
- Oscar 2021
- BAFTA 2021
- Critics' Choice Awards de 2021

## Filmes de 2021
Lista dos lançamentos cinematográficos previstos para 2021:

### Janeiro
- A Escavação
- A Ponte de Bambu
- Chacrinha - Eu Vim Pra Confundir e Não Pra Explicar
- Nascido para Vencer
- Malcolm e Marie
- Pai em Dobro
- Dente por Dente
- Um Tio Quase Perfeito 2

### Fevereiro
- Depois a Louca Sou Eu
- Nova Ordem Espacial
- Noite de Reis
- Memórias de um Amor
- Para Todos os Garotos: Agora e Para Sempre
- Saída à Francesa
- DOIS
- O Samba é Primo do Jazz
- Billie Eilish: The World's a Little Blurry
- Todos Estão Falando sobre Jamie
- Tom & Jerry: O Filme

### Março
- Cenas da Infância
- Saxifragas, Quatro Noites Brancas
- Assalto ao Banco da Espanha
- Godzilla vs Kong::
- Amigas de Sorte
- A Chamada
- Crosfiteiro Arthur e Suas Duas Esposas
- Lucicreide Vai pra Marte
- Inocentes
- Os Pequenos Vestígios
- Raya e o Último Dragão
- Liga da Justiça de Zack Snyder

### Abril
- A Seca
- Juntos Mas Separados
- Samurai X: O Final
- O Auto da Boa Mentira
- Em Caso de Fogo, Pegue o Elevador
- Chorão: Marginal Alado
- Esquadrão Trovão
- Nazinha, Olhai por Nós
- Sociedade da Justiça: 2ª Guerra Mundial
- Os Salafrários
- Amor e Monstros

### Maio
- Rogai por Nós
- Major Grom Contra o Dr. Peste
- Oxigênio
- Pináculo
- Pítons: As Mais Temidas
- Um Documentário Brasileiro
- Mortal Kombat
- Libelu - Abaixo a Ditadura
- Anônimo
- Loop
- Mundo em Caos
- Cruella

### Junho
- 4 x 100 - Correndo por um Sonho
- Luca
- Invocação do Mal 3: A Ordem do Demônio
- Mundo Real, História do Caos
- Nem um Passo em Falso
- Brincando com Tubarões
- Silenciada
- A Carcaça da La Ursa
- Quem Vai Ficar com Mário?
- Cine Marrocos
- Red Summer: Violência Racial
- Passageiro Acidental
- Velozes e Furiosos 9
- A Liga de Monstros
- Infiltrado
- Pedro Coelho 2: O Fugitivo
- A Jornada de Vivo
- Veneza
- Micronauts
- Em um Bairro de Nova York

### Julho
- A Guerra do Amanhã
- Devaneios
- Migliaccio: O Brasileiro em Cena
- Memórias de Verão
- Sobre Nós
- Para Todo o Sempre
- Viúva Negra
- Duas Tias Loucas de Férias
- Get Smart 2
- L.O.C.A.
- Space Jam - Um Novo Legado
- Jungle Cruise

### Agosto
- A Barraca do Beijo 3
- Amizade de Férias
- Free Guy: Assumindo o Controle
- O Homem nas Trevas 2
- Dois Mais Dois
- Uma Noite de Crime: A Fronteira
- Terapia do Medo
- G.I. Joe Origens: Snake Eyes
- A Lenda de Candyman
- Homem Onça
- Escape Room 2: Tensão Máxima
- O Labirinto
- A Última Casa à Direita
- O Poderoso Chefinho 2: Negócios da Família
- Diários de Intercâmbio
- Doutor Gama
- Caminhos da Memória
- O Esquadrão Suicida

### Setembro
- Shang-Chi e a Lenda dos Dez Anéis
- A Abelhinha Maya e O Ovo Dourado
- Ainbo: A Guerreira da Amazônia
- Cry Macho: O Caminho para Redenção
- Danças Negras
- O Direito de Viver
- O Matemático
- Cinderela
- Patrulha Canina: O Filme
- Happier Than Ever: Uma Carta de Amor Para Los Angeles
- A Menina que Matou os Pais
- O Menino que Matou Meus Pais
- O Silêncio da Chuva
- O Jardim Secreto de Mariana
- Maligno
- Querido Evan Hansen
- My Little Pony: Nova Geração
- Um Casal Inseparável
- 007 - Sem Tempo para Morrer
- 45 do Segundo Tempo

### Outubro
- Venom: Tempo de Carnificina

- O Último Duelo
- Ron Bugado
- Halloween Kills: O Terror Continua
- Duna
- A Família Addams 2: Pé na Estrada
- Missão Resgate

### Novembro
- Bob Cuspe - Nós Não Gostamos de Gente
- Finch
- Clifford the Big Red Dog
- Ghostbusters: Afterlife
- Eternals
- Encanto
- Spencer
- Alerta Vermelho
- Entreaberta
- Tick, Tick... Boom!
- Apex
- A Princesa e a Plebeia: As Vilãs Também Amam
- Marias Sk8teras
- Diego, O Último Adeus
- Natal Em 8 Bits
- Um Menino Chamado Natal
- Adele: One Night Only
- Pixinguinha, Um Homem Carinhoso
- House of Gucci
- The Beatles: Get Back

### Dezembro
- Diário de um Banana (Disney)
- Não Olhe Para Cima
- Homem-Aranha: Sem Volta Para Casa
- Turma da Mônica: Lições
- Sing 2
- The Matrix Resurrections
- Gatilho Fatal
- Missão Resgate
- Music Box: Mr. Saturday Night
- King Richard: Criando Campeãs
- Próxima Parada: Lar Doce Lar
- A Fita Cassete
- Amor, Sublime Amor
- A Noite Pertence aos Amantes